# Bulak (Jatibarang)
Bulak is een bestuurslaag in het regentschap Indramayu van de provincie West-Java, Indonesië. Bulak telt 6717 inwoners (volkstelling 2010).